# Turze (gmina w województwie szczecińskim)
Turze – dawna gmina wiejska istniejąca w latach 1945–1954 w woj. szczecińskim (dzisiejsze woj. zachodniopomorskie). Nazwa gminy pochodzi od wsi Turze, lecz siedzibą władz gminy było Nieborowo.
Gmina Turze powstała po II wojnie światowej na terenie tzw. Ziem Odzyskanych (tzw. III okręg administracyjny – Pomorze Zachodnie). 28 czerwca 1946 gmina – jako jednostka administracyjna powiatu pyrzyckiego – weszła w skład nowo utworzonego woj. szczecińskiego.
Według stanu z 1 lipca 1952 gmina składała się z 19 gromad: Babin, Będgoszcz, Bielice, Brzezin, Chabowo, Chabówko, Giżyn, Linie, Młyny, Nieborowo, Nowe Chrapowo, Parsów, Ryszewko, Ryszewo, Rzepnowo, Stare Chrapowo, Swochowo, Turze i Żabów.
Gmina została zniesiona 29 września 1954 wraz z reformą wprowadzającą gromady w miejsce gmin. Obszar zniesionej gminy Wierzbno złożył się na 4 gromady:
- gromada Chabowo – dawne gromady Babin, Będgoszcz, Chabowo, Chabówko i Parsów
- gromada Linie – dawne gromady Bielice, Linie, Nowe Chrapowo, Stare Chrapowo i Swochowo
- gromada Okunica – dawne gromady Brzezin i Ryszewo
- gromada Ryszewko – dawne gromady Giżyn, Młyny, Nieborowo, Ryszewko, Rzepnowo, Turze i Żabów

Gminy Turze nie przywrócono 1 stycznia 1973 wraz z kolejną reformą reaktywującą gminy, a jej dawny obszar wszedł głównie w skład nowych gmin Bielice i Pyrzyce.